# MG 81機槍
MG 81是一款在二次大戰期間服役於德國空軍、裝備在軍機上的機槍，MG 81以彈鏈進彈7.92毫米機槍目的是替換老式彈鼓進彈的MG 15機槍。MG 81以步兵用MG34機槍為基礎由毛瑟開發出來的衍生品。開發目的為減少生產成本與時間並強化搭載於飛機時的性能。自1938/1939開發並在1940年到1945年量產。
將兩挺MG 81合成一挺雙聯裝MG 81Z並於1942年量產，每分鐘火力達至約3,200發，而且佔用空間并不比一挺機槍大很多。

## 應用
MG 81Z主要搭載於納粹德國空軍軍機之上，並用以對付特殊目標。以Do 217轟炸機為例，MG 81Z一般安裝在機尾圓錐體區域。R19（R for Rüstsätze）為工廠的改裝套件，可以讓Do 217轟炸機機組成員發現尾隨敵機時馬上還擊。另一例子是Ju 88轟炸機上安裝三具MG 81Z機槍作火力夾艙之用，掃射地面目標。

## 主要性能參數
MG 81
- 槍重: 6.5 kg
- 槍長: 915 mm
- 槍口初速: 705 m/s (sS ammo), 760, 785 or 790 m/s
- 射速: 1400 - 1600 rpm (sS ammo)

MG 81Z
- 槍重: 12.9 kg
- 槍長: 915 mm (965 mm with flash hider)
- 槍口初速: 705 m/s (sS ammo), 760, 785 or 790 m/s
- 射速: 2800 - 3200 rpm (sS ammo)

## 流行文化

### 電子遊戲
- 2021年—《應徵入伍》

## 外部連結
- Airwar.ru (non-English item) （页面存档备份，存于）
- Luftwaffe39-45 (non-English item) （页面存档备份，存于）
- 槍炮世界—MG81航空机枪 （页面存档备份，存于）

### 圖像
- Image 1, Image 2, Image 3, Image 4, Image 5, Image 6